# Street Songs
Street Songs ist ein Jazzalbum von Mario Pavone. Die am 7. Juli 2013 im Firehouse 12 Studio, New Haven, Connecticut entstandenen Aufnahmen erschienen 2014 auf dem Label Playscape Recordings.

## Hintergrund
Für das Album Street Songs bezog der Bassist, Komponist und Bandleader Mario Pavone (1940–2021) das von Adam Matlock gespielte Akkordeon mit ein, nicht als Gimmick, so Mark Corroto, sondern als Verbindung zur Musik in der Nachbarschaft der eingewanderten Arbeiterklasse, in der Pavones seine Jugend nach dem Zweiten Weltkrieg verbrachte. Für das Album tauschte Pabone die (in seinen vorangegangenen Produktionen im Mittelpunkt stehenden) Tenorsaxophone gegen einen zweiten Bassisten, Carl Testa, und einen Akkordeonisten aus. Der Rest der Bandkollegen bestand aus zwei von Pavones langjährigen Mitarbeitern, dem Schlagzeuger Steve Johns, dem Pianisten Peter Madsen und dem Trompeter Dave Ballou.

## Titelliste
- Mario Pavone – Street Songs (Playscape Recordings PSR#070713)[2]

1. Elkna 5:12
2. Streetsong 3:27
3. Cobalt Stories 4:41
4. Short Story 4:17
5. Alban Berg 7:26
6. Mythos 8:43
7. The Dom 8:11
8. Deez 6:04
9. Eyto 5:58

Alle Kompositionen stammen von Mario Pavone.

## Rezeption
Nach Ansicht von Mark Corroto, der das Album in All About Jazz rezensierte, enthält die Musik, wie es für von Pavone geführte Gruppen üblich sei, überzeugende Kompositionen des Bassisten und kluge Arrangements, die von Pavone, Ballou und Steven Bernstein beigetragen wurden.